# Kirkkonummi
Kirkkonummi là một đô thị tự quản của Phần Lan. Kirkkonummi có diện tích 366,08 km², dân số 36.266 người với mật độ là 99,07 người/km². Đây là một phần của vùng đô thị Helsinki.